# Livro de bolso

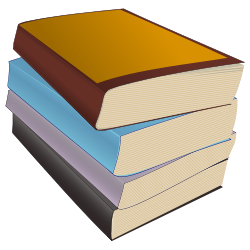
Livros de Bolso.

Um livro de bolso ou bolsilivro (em inglês, paperback, softback, softcover ou pocket book), diferente de livros hardcover, é um livro em formato pequeno, formulado para uma leitura prática e para o barateamento de seu custo, envolve um processo específico de design de livro. Por seu tamanho reduzido, pode ser facilmente transportado para ocasiões cotidianas, como a espera em uma fila de bancos e de consultórios ou em transportes públicos. O termo em inglês paperback não é usado apenas para livros de pequeno formato, mas também para designar um tipo de encadernação traduzida como brochura, onde a lombada é colada. A lombada do tipo brochura é chamada de "lombada quadrada". A capa de livro desse tipo de publicação é feita de papel-cartão ou papelão.

## História
Os livros de bolso foram publicados pela primeira vez pela editora alemã Albatross Books em 1931, a britânica Penguin Books introduziu o formato no Reino Unido em 1935 e 1939 foi a vez da americana Pocket Books.

## No Brasil

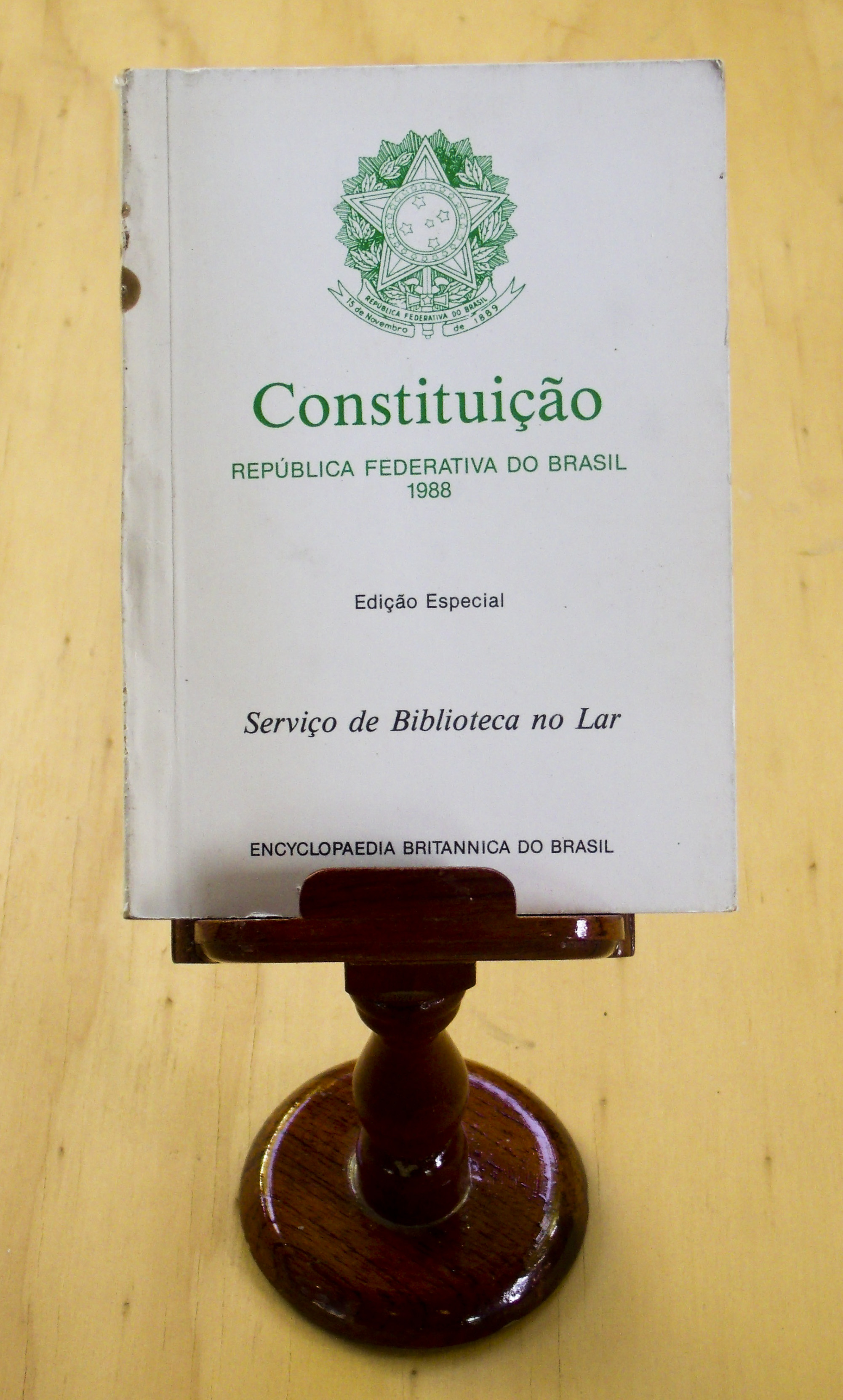
Livro de bolso com o texto da Constituição da República Federativa do Brasil, exemplar especial impresso pela Encyclopaedia Britannica do Brasil

Os primeiros livros de bolso publicados no país foram da "Coleção Globo" da Livraria do Globo, lançados em 1933, os livros mediam 11 x 16 cm. Em 1956, a Editora Monterrey lançou a série de faroeste pulp O Coyote de José Mallorquí.
No final da década de 1930, a editora de histórias em quadrinhos "Grandes Consórcio de Suplementos Nacionais" de Adolfo Aizen, lançou a "Biblioteca Mirim" para publicar os chamado Big Little Books, um tipo de livro ilustrado geralmente impresso no formato 9,2 cm de largura e 11,43 centimetros de altura, logo o formato foi copiado pelo jornal O Globo de Roberto Marinho, que lançou a "Coleção Gibi", os Big Little Books ficaram conhecidos como "tijolinhos".
Além dos formatos tradicionais, são publicados formatos diferentes como a série de livros de espionagem Brigitte Montfort (1965 - 1992) da própria Monterrey, que foi publicada no formato 10 x 15 cm. A série de livros de ficção científica alemã Perry Rhodan foi publicada Tecnoprint nos formatos  10,5 x 16 cm e 11,5 x 18 cm e no formato chamado pela editora de superbolso (12 x 21 cm).

Brigitte Montfort

A editora paulista Prelúdio, inovou ao trocar o formato tradicional dos folhetos de cordel, de 11 x 16 cm por 13,5 xc 18 cm, além de substituir as capas em xilogravura, por capas em policromia.
Em 1971, foi lançada a editora Edibolso, um consórcio liderado pela Editora Abril.
Atualmente, os livros de bolso podem ser encontrados em diversas editoras, como a L&PM (Coleção Pocket), a Martin Claret, Paz e Terra (Coleção Leitura), Companhia das Letras (Companhia de Bolso), Editora Objetiva (Ponto de Leitura) entre outras. A Editora Paz e Terra iniciou a publicação de livros de bolso em 1995 e inicialmente imprimia seus livros em papel-jornal. Nas cidades do Rio de Janeiro e São Paulo, há algumas estações de metrô que disponibilizam máquinas de livros de bolso, que normalmente têm um preço bastante acessível.
O brasileiro Ryoki Inoue é o recordista no Guinness Book como o autor com o maior número de livros publicados no formato. Escreveu 999 livros de bolso em seis anos, entre histórias de faroeste, guerra, policiais, espionagem, romance e ficção científica.

## Críticas
Os livros de bolso sofrem muito preconceito por parte de autores consagrados, leitores e algumas livrarias, os livros são depreciados por conta de seu baixo preço (gerando pouco lucro a livrarias) e pela qualidade inferior a de livros de capa dura. Durante muito tempo os livros de bolso, tal como os pulps, foram considerados "literatura de menor" e os livros tradicionais como "literatura séria". A encadernação do tipo brochura de um livro de bolso costuma ser inferior a uma encadernação com costura, portanto o livro de bolso não pode ser aberto como um livro de capa dura que é o tradicional pois corre o risco de perder suas páginas.